# Patoka, Illinois
Patoka là một làng thuộc quận Marion, tiểu bang Illinois, Hoa Kỳ. Năm 2010, dân số của làng này là 584 người.

## Dân số
Dân số qua các năm:
- Năm 2000: 633 người.
- Năm 2010: 584 người.